# Alep (Reverdy)
Alep est une œuvre pour piano de la compositrice française Michèle Reverdy, écrite en 2014.

## Contexte et création
Michèle Reverdy compose Alep en 2014, à l'occasion de la guerre civile en Syrie. La création a lieu le 14 septembre 2014 à l'Orangerie du Parc de Bagatelle à Paris, par Natacha Kudritskaya.